# Olympique Gymnaste Club de Nice 1961-1962
Questa voce raccoglie le informazioni riguardanti l'Olympique Gymnaste Club de Nice Côte d'Azur nelle competizioni ufficiali della stagione 1961-1962.

## Maglie
| Manica sinistra · Manica sinistra · Maglietta · Maglietta · Manica destra · Manica destra · Pantaloncini · Calzettoni |

## Rosa
| N. |                      | Ruolo | Calciatore            |
| -- | -------------------- | ----- | --------------------- |
|    | Francia (bandiera)   | P     | Georges Lamia         |
|    | Francia (bandiera)   | D     | Gérard Albert         |
|    | Argentina (bandiera) | D     | Juan Carlos Auzoberry |
|    | Francia (bandiera)   | D     | Guy Cauvin            |
|    | Francia (bandiera)   | D     | André Chorda          |
|    | Francia (bandiera)   | D     | Alain Cornu           |
|    | Francia (bandiera)   | D     | Alphonse Martínez     |
|    | Belgio (bandiera)    | D     | Joseph van Mol        |
|    | Francia (bandiera)   | C     | André Boragno         |
|    | Francia (bandiera)   | C     | Koczur Ferry          |
|    | Francia (bandiera)   | C     | Yvon Giner            |
|    | Tunisia (bandiera)   | C     | Brahim Kerrit         |

| N. |                      | Ruolo | Calciatore            |
| -- | -------------------- | ----- | --------------------- |
|    | Argentina (bandiera) | C     | Hector Maison         |
|    | Francia (bandiera)   | C     | Dominique Rustichelli |
|    | Francia (bandiera)   | C     | Vincent Scanella      |
|    | Francia (bandiera)   | A     | Jean-Pierre Alba      |
|    | Mali (bandiera)      | A     | Omar Barrou           |
|    | Francia (bandiera)   | A     | Jacques Casolari      |
|    | Argentina (bandiera) | A     | Osvando Dandru        |
|    | Francia (bandiera)   | A     | Héctor De Bourgoing   |
|    | Argentina (bandiera) | A     | Ernesto Gianella      |
|    | Francia (bandiera)   | A     | Omar Keita            |
|    | Francia (bandiera)   | A     | Jean-Pierre Serra     |
|    | Francia (bandiera)   | A     | Jean-Pierre Teissere  |